# Семра Сар
Семра̀ Сар (на турски: Semra Sar) е турска филмова актриса.

## Биография
Започва актьорската си кариера на 18-годишна възраст с участие във филма „Tatlı Günah“ през 1961 г. Снимала се е в 48 филма като последния ѝ филм е „Severek Ayrılalım“ от 1984 г. В България е позната от филма „Дърветата умират прави“.